# Јехштат
Јехштат (њем. Jöhstadt) град је у њемачкој савезној држави Саксонија. Једно је од 69 општинских средишта округа Ерцгебирге. Према процјени из 2010. у граду је живјело 3.174 становника. Посједује регионалну шифру (AGS) 14521330.

## Географски и демографски подаци
Јехштат се налази у савезној држави Саксонија у округу Ерцгебирге. Град се налази на надморској висини од 520–821 метра. Површина општине износи 49,7 km². У самом граду је, према процјени из 2010. године, живјело 3.174 становника. Просјечна густина становништва износи 64 становника/km².